# Jeff Krosnoff
Jeffrey John Krosnoff (Tulsa, Oklahoma, 24 de septiembre de 1964-Toronto, Ontario, 14 de julio de 1996), más conocido como Jeff Krosnoff, fue un piloto de automovilismo estadounidense. Compitió en CART World Series, en las 24 Horas de Le Mans, entre otras. Falleció en un accidente en el Gran Premio de Toronto de 1996, en su primera temporada en CART.

## Carrera
Krosnoff nació en Tulsa, Estado de Oklahoma, pero creció en La Cañada, California, donde asistió a la escuela preparatoria de Flintridge, una escuela secundaria privada. Luego asistió a la Universidad de California, en San Diego por un año a partir de septiembre de 1982.
Posteriormente, se trasladó a la UCLA, donde se especializó en negocios. A lo largo de su carrera universitaria, Krosnoff se centró en su sueño de ser corredor de carreras profesional.
Krosnoff compitió en Japón en Fórmula 3000, desde 1989 hasta 1995. Krosnoff también compitió en las 24 Horas de Le Mans en varias oportunidades, terminando segundo en la general de 1994. En la temporada de 1996, disputó 11 carreras en la serie CART, conduciendo un Reynard-Toyota del Arciero-Wells Racing.

### Muerte
El 14 de julio de 1996, con tres vueltas para el final del Gran Premio de Toronto, la rueda delantera izquierda el monoplaza de Jeff se montó sobre la trasera derecha del monoplaza del sueco Stefan Johansson, lo que hizo que se eleve sobre una barrera de hormigón y choque con el vallado externo. Por la violencia del accidente el monoplaza se desintegró casi en su totalidad, a excepción del habitáculo, que terminó al otro lado de la pista. Cuando los paramédicos llegaron al lugar, Jeff Krosnoff ya estaba muerto, pues este se había golpeado con un poste de electricidad y un árbol que estaban al costado de la pista.
En el accidente, un voluntario de pista, Gary Arvin, también murió tras ser golpeado por la rueda delantera derecha del monoplaza accidentado, y una ayudante de pista fue herida.

## Resultados

### 24 Horas de Le Mans
| Año     | Equipo            | Copilotos                    | Automóvil       | Clase    | Vueltas | Pos. | Pos. Clase |
| ------- | ----------------- | ---------------------------- | --------------- | -------- | ------- | ---- | ---------- |
| 1991    | TWR Suntec Jaguar | David Leslie Mauro Martini   | Jaguar XJR-12   | C2       | 183     | DNF  | DNF        |
| 1994    | SARD              | Eddie Irvine Mauro Martini   | Toyota 94C-V    | LMP1/C90 | 343     | 2.º  | 1.º        |
| 1995    | SARD              | Marco Apicella Mauro Martini | Toyota Supra LM | GT1      | 264     | 14.º | 8.º        |
| Fuente: |                   |                              |                 |          |         |      |            |

### CART IndyCar World Series
| Año     | Equipo               | 1       | 2       | 3       | 4       | 5      | 6       | 7      | 8      | 9      | 10      | 11      | 12  | 13  | 14  | 15  | 16 | Pos. | Puntos |
| ------- | -------------------- | ------- | ------- | ------- | ------- | ------ | ------- | ------ | ------ | ------ | ------- | ------- | --- | --- | --- | --- | -- | ---- | ------ |
| 1996    | Arciero-Wells Racing | MIA Ret | RIO Ret | SRF Ret | LBH Ret | NZR 18 | MCG Ret | MIL 18 | DET 15 | POR 17 | CLE Ret | TOR Ret | MIS | MDO | ROA | VAN | LS | 35.º | 0      |
| Fuente: |                      |         |         |         |         |        |         |        |        |        |         |         |     |     |     |     |    |      |        |